# Aeroport d'El Jadida
L'aeroport d'El Jadida (codi OACI: GMMJ) és un aeroport que es troba a la ciutat d'El Jadida, al Marroc.
Les imatges històriques de 2002 de Google Earth mostren una pista d'herba de 1,524 metres (5,000 ft) a 04/22. Una imatge del 13 de juliol de 2005 mostra una carretera curta a través, i la imatge actual del satèl·lit mostra l'àrea coberta amb carrers i edificis d'apartaments.
La superfície de l'aeroport té 92ha i el 2008 es va transformar en un projecte de desenvolupament de béns arrels per la firma CGI (filial de CDG) i s'hi va obrir un hipermercat Marjane el 2013.